# Желязув (Мазовецьке воєводство)
Желязув (пол. Żelazów) — село в Польщі, у гміні Коритниця Венґровського повіту Мазовецького воєводства.
Населення — 117 осіб (2011).
У 1975-1998 роках село належало до Седлецького воєводства.

## Демографія
Демографічна структура станом на 31 березня 2011 року:
|          | Загалом | Допрацездатний вік | Працездатний вік | Постпрацездатний вік |
| -------- | ------- | ------------------ | ---------------- | -------------------- |
| Чоловіки | 62      | 10                 | 46               | 6                    |
| Жінки    | 55      | 10                 | 33               | 12                   |
| Разом    | 117     | 20                 | 79               | 18                   |